# Amateurliga Württemberg
La Amateurliga Württemberg fue la liga de fútbol más importante de Wurtemberg y una de las ligas que formaban parte de la tercera división de Alemania desde su creación en 1945 hasta 1978.

## Historia
La liga fue creada en 1945 y era organizada por la Asociación de Fútbol de Wurtemberg y participaban los equipos del norte de Wurtemberg y funcionaba como segunda división de Alemania hasta 1950 cuando fue creada la 2. Oberliga Süd, pasando a ser liga de tercera división.
Originalmente la liga era conocida como Landesliga Wurtemberg hasta que en 1950 pasó a ser Amateurliga al bajar de categoría, mismo año en el que se integraro los equipos del sur de Wurtemberg provenientes de la Oberliga Südwest luego de que fueran separados por la Segunda Guerra Mundial debido a que el norte de la región fue ocupado por Estados Unidos y la parte sur por Francia.
El ganador de la liga jugaba un playoff para ascender a la 2. Oberliga Süd ante los campeones de las Amateurliga Südbaden, Amateurliga Nordbaden y Amateurliga Schwarzwald-Bodensee, esta última desde 1961.
A partir de 1960 la liga se dividía en dos grupos (norte y sur), el grupo norte se llamaba Amateurliga Nordwürttemberg aunque era la misma liga.
En 1978 la Oberliga Baden-Wurtemberg fue creada y otorgaba el ascenso directo a la 2. Oberliga Süd al campeón, los primeros cinco lugares de la liga obtenían el ascenso a la Oberliga, mientras que los siguientes siete eran relegados a la Verbandsliga Württemberg, la entonces cuarta división nacional y los últimos cuatro de la clasificación descendían a las Landesligas.

## Equipos Fundadores
Estoa fueron los 10 equipos que participaron en la temporada inaugural de la liga:
| - TSG Ulm 1846 - Spfr. Stuttgart - SV Göppingen - SC Stuttgart - SSV Ulm | - SpVgg Feuerbach - VfR Aalen - Union Böckingen - VfR Heilbronn - FV Zuffenhausen |

## Equipos de la Última Temporada
Así fue las distribución de los equipos al finalizar la temporada de 1978:
Admitidos en la nueva Oberliga:
- SSV Ulm 1846
- SV Göppingen
- FC Eislingen
- SB Heidenheim
- SpVgg Ludwigsburg

Descendidos a la nueva Verbandsliga:
- VfB Stuttgart II
- VfR Heilbronn
- Union Böckingen
- TSG Giengen
- VfL Schorndorf
- FV Zuffenhausen
- SpVgg Renningen

Descendidos a la Landesliga:
- TG Heilbronn
- SC Geislingen
- Germania Bietigheim
- SpVgg Aidlingen

## Ediciones anteriores

### Amateurliga Württemberg
| Temporada | Club                |
| --------- | ------------------- |
| 1946      | TSG Ulm 1846        |
| 1947      | Spfr. Stuttgart     |
| 1948      | SpVgg Feuerbach     |
| 1949      | FV Zuffenhausen     |
| 1950      | TSG Ulm 1846        |
| 1951      | VfR Aalen           |
| 1952      | Union Böckingen     |
| 1953      | VfL Sindelfingen    |
| 1954      | VfB Friedrichshafen |
| 1955      | SSV Ulm             |
| 1956      | VfR Heilbronn       |
| 1957      | VfB Friedrichhafen  |
| 1958      | Union Böckingen     |
| 1959      | SC Geislingen       |
| 1960      | VfB Stuttgart II    |

### Amateurliga Nordwürttemberg
| Temporada | Club              |
| --------- | ----------------- |
| 1961      | FV Kornwestheim   |
| 1963      | VfB Stuttgart II  |
| 1964      | VfB Stuttgart II  |
| 1965      | VfB Stuttgart II  |
| 1966      | Normannia Gmünd   |
| 1967      | VfB Stuttgart II  |
| 1968      | TSF Esslingen     |
| 1969      | VfR Heilbronn     |
| 1970      | SV Göppingen      |
| 1971      | VfB Stuttgart II  |
| 1972      | SSV Ulm 1846      |
| 1973      | SSV Ulm 1846      |
| 1974      | VfR Aalen         |
| 1975      | VfR Aalen         |
| 1976      | SpVgg Ludwigsburg |
| 1977      | SSV Ulm 1846      |
| 1978      | SSV Ulm 1846      |

- En Negrita los equipos que ganaron el ascenso.
- En ascendieron dos equipos a la 2. Oberliga Süd, el otro ascendido fue el Union Böckingen.
- En 1967 y 1971 el TSG Backnang y el SpVgg Ludwigsburg ascendieron como subcampeones de la liga debido a que el VfB Stuttgart II era inelegible para el ascenso.
- El VfB Stuttgart II y el SSV Ulm 1846 (fusión del TSG 1846 y SSV Ulm en 1970) ganaron la liga en seis ocasiones.